# Polly Pocket
 (juillet 2019).
Si vous disposez d'ouvrages ou d'articles de référence ou si vous connaissez des sites web de qualité traitant du thème abordé ici, merci de compléter l'article en donnant les références utiles à sa vérifiabilité et en les liant à la section « Notes et références ».
Polly Pocket est une gamme de petites poupées en plastique et accessoires destinés aux jeunes enfants.
Pocket signifie poche en anglais car les premiers modèles étaient contenus dans des boîtes, assez petites pour être glissées dans une poche, et servant à la fois de décors et de rangement pour les figurines de 1,2 cm créées par Bluebird Toys. Le modèle actuel de poupées Polly vendu par Mattel diffère sensiblement des figurines d'origine, en plastique dur, dotées d'une seule articulation au niveau de la taille. Les poupées Mattel font 4 cm de hauteur dans les petits modèles et de 10 cm pour les modèles fashion composés d'une matière plastique souple en caoutchouc mou avec des vêtements et des accessoires de mode.

## Histoire
Polly a tout d'abord été conçue par Chris Wiggs en 1983 pour sa fille Kate. En utilisant un poudrier, il a façonné une petite maison de petite poupée. Bluebird jouets de Swindon (Angleterre) a déposé une licence et la première Polly Pocket est apparue dans les magasins en 1989. Mattel était le distributeur du produit à partir des années 1990. En 1998, après plusieurs tentatives Bluebird Toys a été racheté de manière hostile par Mattel.
En 1999, Mattel Polly a redessiné et créé une nouvelle série d'objets à collectionner. La nouvelle poupée Polly est plus grande et plus personnalisée au niveau des visages et caractéristiques physiques. La même année, il a également introduit Mattel Fashion Polly!, qui utilisent les mêmes personnages de la nouvelle Polly Pocket (Polly, Lea, Shani, Lila, etc), mais ils sont en plastique articulées comme des petites Barbies. Au lieu de vêtements en tissu traditionnel, Polly Pockets fashion a de nouveau vêtements amovibles de plastique caoutchouteux. Il y a aussi quelques poupées garçon (Rick, Steven, etc.) Une  Polly Pocket peut avoir des cheveux en plastiques rigides ou en "faux cheveux", qui donne la possibilité de les coiffer.
En outre, une nouvelle ligne magnétique Polly World a été introduite, où Polly et ses amis mesurent 5 cm et ont les mains et les pieds magnétiques qui leur permettent d'adhérer à la quasi-totalité de leur surface magnétique Polly world.
Le 14 août 2007, la CPSC et Mattel ont annoncé un rappel volontaire de 63 jouets Mattel magnétiques, car les aimants mal fixés se détachaient et présentaient un risque d'ingestion par les enfants.

## Éditions spéciales et collaborations
Depuis 2023, Mattel a lancé une ligne baptisée Polly Pocket Collector, destinée à un public de collectionneurs et de fans de pop culture. Cette série se distingue par des coffrets inspirés de séries télévisées et films cultes, intégrant des décors miniatures, des personnages emblématiques et des accessoires thématiques.

### Polly Pocket xFriends(été 2023)
Mattel a lancé un coffret collector spécial série Friends en forme de tasse de café Central Perk, avec les six personnages miniatures (Ross, Rachel, Monica, Joey, Phoebe, Chandler), trois lieux emblématiques et neuf accessoires (dont la dinde du Thanksgiving ou le canard et la poule). Il s’agit du premier volet d’une nouvelle gamme « Polly Pocket Collector Series » dédiée aux marques cultes.

### Polly Pocket xStranger Things(septembre 2024)
Un coffret inspiré de Stranger Things est apparu à la rentrée 2024 dans la collection collector de Polly Pocket, avec six personnages miniatures et des lieux clés de la saison 1 (monde à l’envers, maison des Byers…). Bien que l’annonce officielle soit plus discrète, les fans ont largement relayé ce lancement via des publications et discussions en ligne.

### Polly Pocket xThe Office(mars 2025)
Pour célébrer le 20ᵉ anniversaire de la série The Office, Mattel a lancé un coffret format mug « World’s Best Boss ». À l’intérieur : six personnages miniatures (Michael, Dwight, Jim, Pam, Kevin, Kelly), six zones de jeu (bureau, salle de pause, etc.) et plusieurs Easter Eggs (le chat dans la ventilation, la blague du pot‑au‑feu de chili).
Parmi les licences ayant donné lieu à des collaborations avec la gamme Polly Pocket Collector, on retrouve également la saga Harry Potter ou encore La famille Addams.
Ces éditions, souvent destinées aux collectionneurs adultes de jouets vintage autant qu’aux enfants, traduisent une volonté de repositionner Polly Pocket comme objet de collection ancré dans la nostalgie et l’univers des licences cultes.

## Adaptations

### Séries d'animation
Deux séries télévisées d'animation 3D ont été produites :
- La première a été produite entre 2010 et 2015 et comporte quatre saisons. Elle a été diffusée sur les chaînes satellite et sur le web.
- La seconde série, Polly Pocket, est diffusée depuis 2018 en France sur TiJi et Gulli.

### Films
- Polly Pocket: Lunar Eclipse (2004)
- Polly Pocket: 2 Cool at the Pocket Plaza (2005)
- Polly World (2006)

### Jeu vidéo
L'univers des Polly Pocket a été adapté en jeu pour Game Boy Advance développé par DICE : Polly Pocket! Super Splash Island.